# Strojnogłowik złotoskrzydły
Strojnogłowik złotoskrzydły (Arremon schlegeli) – gatunek małego ptaka z rodziny pasówek (Passerellidae). Opisany po raz pierwszy w 1850. Występuje w suchych lasach na zboczach gór w najbardziej na północ wysuniętych częściach Wenezueli i Kolumbii. Jest gatunkiem najmniejszej troski.

## Systematyka
Gatunek ten po raz pierwszy zgodnie z zasadami nazewnictwa binominalnego opisał Karol Lucjan Bonaparte pod nazwą Arremon schlegeli. Opis ukazał się w 1850 roku w Conspectus generum avium. Jako miejsce typowe autor wskazał „Am. m.” – America Meridionalis, czyli Amerykę Południową; w 1938 roku Carl Eduard Hellmayr podał, że miejscem typowym jest Caracas w Wenezueli. Wyróżnia się trzy podgatunki:
- A. s. canidorsum Zimmer, 1941[9]
- A. s. fratruelis Wetmore, 1946[10]
- A. s. schlegeli Bonaparte, 1850.

### Etymologia
- Arremon: gr. αρρημων arrhēmōn, αρρημονος arrhēmonos „cichy, bez mowy”, od negatywnego przedrostka α- a-; ῥημων rhēmōn, ῥημονος rhēmonos „mówca”, od ερω erō „będę mówić”, od λεγω legō „mówić”[11].
- schlegeli: od nazwiska Hermanna Schlegla (1804–1884) – niemieckiego ornitologa[12].

## Morfologia
Nieduży ptak ze średniej wielkości, żółtym dziobem, z niewiele ciemniejszą górną szczęką. Tęczówki od ciemnobrązowych do czarnych. Nogi bladoróżowe. Podgatunek nominatywny ma czarną głowę z czarnym podbródkiem, gardło i podgardle białe, ograniczone od piersi czarną obrożą, która nie jest domknięta na spodniej części ciała. Szara szyja i cienki pasek na karku oddziela głowę od oliwkowo-żółtego płaszcza, który staje się szary bliżej ogona. Pokrywy skrzydeł są oliwkowozielone, przechodzące w żółtawy w okolicach załamania skrzydła, lotki łupkowoszare. Dolne części ciała, brzuch i boki są od białych do jasnoszarych. Ogon łupkowoszary. Występuje niewielki dymorfizm płciowy. Samice mają bardziej ciemnopłowe dolne części ciała. Młode osobniki mają głowę oliwkowozieloną, która staje się ciemniejsza z wiekiem. A. s. fratruelis jest nieco większy od podgatunku nominatywnego i ma dłuższy dziób, ale upierzenie ma bardzo podobne. Podgatunek A. s. canidorsum ma wierzch ciała (grzbiet i kuper) szare.
Długość ciała z ogonem 15 cm, masa ciała 23–32 g. Szczegółowe wymiary dla opisanego przez siebie podgatunku A. s. fratruelis podał w 1947 roku Alexander Wetmore, samce: długość skrzydła 76,3 mm (73,1–81,4 mm), długość ogona 61,2 mm (58,2–65,9 mm), długość dzioba 15,7 mm (14,7–16,4 mm), samice: długość skrzydła 69,7 mm (66,3–73,4 mm), długość ogona 54,9 mm (52,0–57,7 mm), długość dzioba 15,4 mm (15,0–15,9 mm). A. s. canidorsum: długość skrzydła 77 mm, długość ogona 66 mm, długość nogi 25 mm.

## Zasięg występowania
Strojnogłowik złotoskrzydły jest gatunkiem osiadłym. Jego zasięg występowania według szacunków organizacji BirdLife International obejmuje 381 tys. km². Poszczególne podgatunki zamieszkują:
- A. s. canidorsum – zachodnie stoki Andów w Santander, w północnej Kolumbii,
- A. s. fratruelis – Serranía de Macuira (na półwyspie Guajira), w północnej Kolumbii,
- A. s. schlegeli – wybrzeża Morza Karaibskiego w Kolumbii (oprócz półwyspu Guajira) i północno-zachodnią Wenezuelę.

## Ekologia
Głównym habitatem strojnogłowika złotoskrzydłego są dolne partie tropikalnych lasów nizinnych, zarośla i zarośla lasów wtórnych na wysokościach od poziomu morza do 1400 m n.p.m. Preferuje zalesione wąwozy i zbocza wzgórz.
Informacje o diecie tego gatunku są skąpe. Dieta składa się z różnych owadów, nasion i małych owoców. Żeruje w dzień, na ziemi, w ściółce lub gęstych zaroślach (do 3 m nad ziemią). W czasie żerowania na ziemi porusza się skokami i rozgarnia ściółkę nogami. Występuje zazwyczaj pojedynczo lub w parach. Długość pokolenia jest określana na 3,8 lat.

### Rozmnażanie
Niewiele wiadomo o rozmnażaniu tego gatunku. Sezon lęgowy najprawdopodobniej trwa od kwietnia do września. Znany jest tylko jeden opis gniazda tego gatunku. Zostało ono znalezione na wysokości około 300 m n.p.m. w Parku Narodowym Tayrona w Kolumbii. Znajdowało się w szczelinie pomiędzy dwoma głazami na wysokości około pół metra i było zamaskowane suchymi liśćmi. Gniazdo w formie zadaszonej miseczki zbudowane było z martwych liści i gałązek, wyścielone trawą. Wewnętrzna średnica gniazda 8–10 cm. W gnieździe znajdowały się dwa jaja o wymiarach 24×15 mm i 22×14 mm. Jaja były różowobiałe, półprzezroczyste, z rozproszonymi czarnymi plamkami na grubszym końcu.

## Status
W Czerwonej księdze gatunków zagrożonych IUCN strojnogłowik złotoskrzydły jest klasyfikowany jako gatunek najmniejszej troski (LC – Least Concern). Liczebność populacji nie jest oszacowana, a gatunek opisuje się jako dość pospolity. Ze względu na brak dowodów na spadki liczebności bądź istotne zagrożenia dla gatunku BirdLife International ocenia trend liczebności populacji jako stabilny.